# Тіґ Нотаро
Матильда «Тіґ» О'Каллаган Нотаро (англ. Mathilde "Tig" O'Callaghan Notaro, 24 березня 1971) — американська виконавиця стендапу, письменниця і акторка, відома своїм сухим гумором. Її альбом Live був номінований у 2014 році на премію «Греммі» за найкращий комедійний альбом, а спецвипуск Tig Notaro: Boyish Girl Interrupted був номінований на «Греммі» і «Еммі».

## Раннє життя
Нотаро народилася в Джексоні, штат Міссісіпі, в сім'ї католиків Матильди «Сьюзі» О'Каллаган і Пета Нотаро. Її мати народилася в Новому Орлеані. Перші роки життя Тіґ сім'я жила у Пасс-Крисчиан, штат Міссісіпі, пізніше вони переїхали у Спрінг, Техас (передмістя Г'юстона). У Тіґ є на рік старший брат Рено, який працює ведучим ток-шоу на радіо. «Тіґ» — це дитяче прізвисько, яке дівчинці дав брат, коли їй було два роки.
В інтерв'ю журналу Mother Jones Нотаро сказала, що їй не подобалося вчитися. Вона завалила три предмети і зрештою кинула старшу школу. У 1990 році, живучи в Техасі, вона отримала сертифікат еквівалентності шкільній освіті.
Нотаро грає на гітарі та барабанах і входила в музичні гурти, коли була молодшою.

## Кар'єра

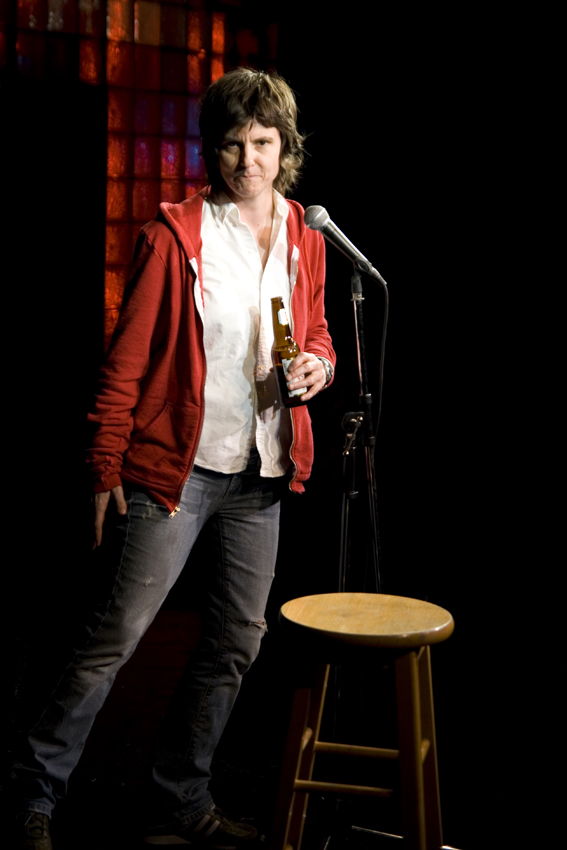
Нотаро у 2010 році

Завзята прихильниця музики, Нотаро переїхала до Денвера, штат Колорадо, де почала працювати в музичній індустрії. Вона стала менеджером гурту, використовуючи для цієї роботи у середині 90-х назву Tignation Promotions. Її робота з просування гуртів привела її до Лос-Анджелеса, де наприкінці 90-х вона вперше спробувала себе у стендапі. Відтоді вона з'являлася у ролі лесбійки-поліцейської у телепередачах Comedy Central Presents і The Sarah Silverman Program. Часто співпрацювала зі своїм партнером по письму Кайлом Данніганом. З травня 2011 року до липня 2015 року Нотаро, Данніган і Девід Гантсбергер вели комедійний подкаст Professor Blastoff.
У 2011 році Нотаро випустила свій дебютний стендап-альбом Good One. Її альбом 2012 року «Live» — це запис стендап-сету, виконаного незабаром після того, як у неї діагностували рак грудей. У 2012 році вона з'явилася на ток-шоу «Конан», а в травні того ж року — у прямому ефірі серіалу This American Life, який транслювався в кінотеатрах по всій країні та на радіо в редагованому вигляді. Вона працювала над серіалом «Усередині Емі Шумер» на Comedy Central. У червні 2012 року Нотаро створила серіал під назвою Clown Service, для якого вона зібрала гроші на Kickstarter, написала сценарій і виконала одну з ролей.
Нотаро написала мемуари під назвою I'm Just a Person (книжка вийшла у видавництві Ecco, яке є імпринтом HarperCollins), а телеканал Showtime зняв документальний фільм про її життя та післяраковий стендап-тур Knock Knock, It's Tig Notaro. У липні 2015 року на Netflix вийшов фільм «Тіґ», в якому розповідається про спроби Тіґ та її нареченої Стефані Аллінн завагітніти. Співачка Шерон Ван Еттен написала пісню на честь Нотаро під назвою «Words», яка звучить у титрах.
У листопаді 2015 року Нотаро стала співавторкою сценарію, продюсеркою й виконавицею ролі в напівавтобіографічному пілотному епізоді серіалу для Amazon Video під назвою One Mississippi. Через місяць Amazon замовив серіал із шести серій. У ньому розповідається про героїню Нотаро, яка повертається до свого рідного міста Бей-Сент-Луїс, штат Міссісіпі, після несподіваної смерті своєї матері.
Її перший годинний стендап-спецвипуск вийшов на HBO у 2015 році і мав назву Tig Notaro: Boyish Girl Interrupted. У 2016 році він вийшов як третій альбом на її власному лейблі Bentzen Ball Records (на цьому ж лейблі вийшов альбом Апарни Нанчерли Just Putting It Out There).
У телесеріалі «Зоряний шлях: Дискавері» вона отримала роль головного інженера Джетт Рено з корабля USS «Гайавата»: спочатку як гостьова персонажка у другому та третьому сезонах, а потім постійна; вона продовжить грати цю роль у майбутньому серіалі «Академія Зоряного флоту».
22 травня 2018 року Netflix випустив другий одногодинний спешл Нотаро, Happy to Be Here.
Вона з'явилася у фільмі Зака Снайдера «Армія мерців», замінивши Кріса Д'Елію, якого звинуватили в сексуальних домаганнях: її вставили у фільми цифровими методами у пост-продакшні.

### Комедійний стиль
Про свій підхід до комедії (і про те, чи вважає вона себе чорним коміком), Нотаро каже: «Я завжди робитиму те, що вважаю найсмішнішим. Якщо воно чорне, я це зроблю. Якщо це лялька зі шкарпетки… Немає визначеного наперед образу, ким я думаю, що можу бути зараз». Нотаро зазначила, що після діагностованого раку вона перейшла не до чорної комедії, а радше до особистої. Раніше вона була більш відстороненою та спостережливою, а тепер більше розмірковує про своє дитинство та життя.

## Особисте життя
Нотаро познайомилася зі своєю дружиною Стефані Аллінн на зйомках фільму In a World... Вони заручилися 1 січня 2015 року й одружилися 24 жовтня 2015 року. У 2016 році у них народилися сини-близнюки, що стало можливим завдяки сурогатній матері і яйцеклітинам Аллінн.

### Рак
30 липня 2012 року у Нотаро діагностували рак обох грудей. 3 серпня вона розповіла про свій діагноз та інші особисті труднощі під час живого шоу у клубі Ларго в Лос-Анджелесі. Той виступ став «миттєво легендарним»; багато коміків високо оцінили її роботу.
Наступного дня комік Луї Сі Кей зателефонував Нотаро, сказавши їй, що хоче опублікувати аудіозапис шоу. Спочатку їй була неприємна ця ідея, але вона вирішила, що матеріал може допомогти людям, тому погодилася. У жовтні Сі Кей опублікував аудіозапис виступу для завантаження на своєму сайті під назвою Live. Нотаро пізніше випустила це аудіо на iTunes; було продано більше копій, ніж альбому Monster рок-гурту Kiss, який дебютував того ж тижня, про що, за словами Нотаро, вона навіть не мріяла. Вона була фанаткою Kiss в юності.
Згодом Нотаро перенесла подвійну мастектомію без реконструктивної операції; вона відмовилася від хіміотерапії, але вирішила продовжити лікування за допомогою блокування гормонів. У листопаді 2014 року в рамках Нью-Йоркського фестивалю комедії вона виступала у центрі The Town Hall, де частину часу вона була на сцені топлес. У «Нью-Йорк Таймс» це описали так: «Вона показала глядачам свої шрами, а потім, завдяки своїй майстерності, змусила вас забути, що вони там. Це було потужний, навіть надихаючий, маніфест виживання та одужання, і водночас було відчуття, що це жартома і „на слабо́“». Після шоу у Філадельфії в листопаді 2014 року Нотаро госпіталізували і прооперували кісту.
У 2017 році Нотаро перейшла на веганську дієту, завдяки чому, за її словами, позбулася хронічного болю, який вона відчувала роками після діагностованого раку. Пізніше вона отримала сертифікат з рослинного харчування.

## Дискографія

### Альбоми
- 2011: Good One (Secretly Canadian) — CD+DVD, LP, завантаження, стримінг
- 2012: Live (Pig Newton) — завантаження, стримінг
- 2013: Live: Deluxe Edition (Secretly Canadian) — 2xCD, LP з картинками, LP, завантаження, стримінг
- 2016: Boyish Girl Interrupted (Secretly Canadian) — CD, LP, завантаження, стримінг
- 2018: Happy to Be Here (Netflix) — LP, стримінг
- 2022: Drawn (Comedy Dynamics) — CD, LP, завантаження, стримінг

### Спецвипуски
- 2004: Comedy Central Presents — завантаження, стримінг
- 2015: Boyish Girl Interrupted (HBO) — завантаження, стримінг
- 2018: Happy to Be Here (Netflix) — завантаження, стримінг
- 2021: Drawn (HBO Max) — завантаження, стримінг
- 2024: Hello Again (Amazon Prime Video) — завантаження, стримінг

### Відео
- 2008: Have Tig at Your Party — також режисер, автор, виконавчий продюсер (бонус-DVD Good One: Deluxe Edition)
- 2013: Professor Blastoff — 100th Episode! — Earwolf — Video Podcast Network (YouTube)[52]
- 2014: The Moth — «R2, Where Are You» (YouTube)[53] — також автор

### Сингли
- 2016: «Mississippi Relatives»[54] — завантаження, стримінг
- 2017: 7-Inches for Planned Parenthood — «My Ideal Exchange with a Stranger» (Live at Largo) (7-Inches For™, LLC) — рожевий вініл 7", завантаження
- 2020: «Little Titties»[55] — завантаження, стримінг

### Аудіокнижка
- 2016: I'm Just a Person (Harper Audio) — CD ISBN 978-1504734523, завантаження ASIN B01EGHBEDE

### Збірки
- 2010: Live Nude Comedy, Vol. 1 (Salient Music) — завантаження[56] (треки 11 і 12)
- 2010: Comedy Death-Ray Xmas CD 2010 (Aspecialthing Records) — CD[57] (пісня: We Are The World 25.75)

## Фільмографія

### Фільми
| Рік  | Назва                                | Роль              | Примітки                                            |
| ---- | ------------------------------------ | ----------------- | --------------------------------------------------- |
| 2009 | The Tig Series                       |                   | Short; also director, writer, executive producer    |
| 2010 | Lez Chat                             | Announcer         | Short; also director, writer                        |
| 2010 | We Are the World 25.75               | Herself           | Short                                               |
| 2010 | Christmas Lady Marmalade             | Herself           | Short                                               |
| 2011 | Crying in Public                     | Coffee Shop Crier | Short                                               |
| 2012 | Craigslist Joe                       | Herself           | Documentary                                         |
| 2013 | In a World…                          | Cher              |                                                     |
| 2014 | Walk of Shame                        | Impound Woman     |                                                     |
| 2014 | Catch Hell                           | Careen            |                                                     |
| 2014 | Ashes                                | Dr. Lori          |                                                     |
| 2014 | Clown Service                        | Tig               | Short; also director, co-writer, executive producer |
| 2015 | Rubberhead                           | Girl 4            | Segment: «Lisa»                                     |
| 2015 | Knock Knock, It's Tig Notaro         | Herself           | Documentary; also writer, executive producer        |
| 2015 | Tig                                  | Herself           | Documentary; also executive producer                |
| 2016 | The Fun Company                      | Jade              | Short                                               |
| 2016 | Punching Henry                       | Jillian           |                                                     |
| 2018 | Dog Days                             | Danielle          |                                                     |
| 2018 | Instant Family                       | Sharon            |                                                     |
| 2019 | Lucy in the Sky                      | Kate Mounier      |                                                     |
| 2021 | Music                                | Radgicals Host    |                                                     |
| 2021 | Together Together                    | Madeline          |                                                     |
| 2021 | Army of the Dead                     | Marianne Peters   |                                                     |
| 2022 | Am I OK?                             | Sheila            | Also director and producer                          |
| 2022 | Beavis and Butt-Head Do the Universe | Professor         | Voice                                               |
| 2023 | Your Place or Mine                   | Alicia            |                                                     |
| 2023 | We Have a Ghost                      | Dr. Leslie Monroe |                                                     |
| TBA  | Glitter & Doom                       | Fiasco            |                                                     |
| TBA  | Other Plans                          | Kate              | Television film                                     |

### Телебачення
| Рік        | Назва                                                | Роль                         | Примітки |
| ---------- | ---------------------------------------------------- | ---------------------------- | --- |
| 2004       | Movies at Our House                                  | Herself                      | 3 episodes |
| 2004       | Comedy Central Presents                              | Herself                      | Episode: «Tig»                                                                                                |
| 2006       | Dog Bites Man                                        | Leigh Roy                    | Episode: «Assignment: Undercover Homosexual»                                                                  |
| 2007–2010  | The Sarah Silverman Program                          | Tig                          | 9 episodes |
| 2008       | Held Up                                              | Homeless Translator          | Television film                                                                                               |
| 2008       | Biography                                            | Herself                      | Episode: «Sarah Silverman»                                                                                    |
| 2009       | In the Motherhood                                    | Rhoda                        | 4 episodes |
| 2009       | Back on Topps                                        | Mom                          | Episode: «Rejuvenated»                                                                                        |
| 2010       | MTV Movie Awards                                     |                              | Writer |
| 2010       | Community                                            | Bartender                    | Episode: «Mixology Certification»                                                                             |
| 2011       | The Life &amp; Times of Tim                          | Receptionist                 | Voice, episode: «The Model from Newark/Tim's Hair Looks Amazing»                                              |
| 2012       | The Office                                           | Single Mom                   | Episode: «Test the Store»                                                                                     |
| 2012       | This American Life Live!: Invisible Made Visible     | Herself                      | Television film                                                                                               |
| 2012       | Stand Down: True Tales from Stand-Up Comedy          | Herself                      | Episode: «Tig Notaro Creates an Emergency»                                                                    |
| 2012       | Susan 313                                            | Beth Ann                     | NBC pilot |
| 2013, 2021 | Bob's Burgers                                        | Jody / Officer Large (voice) | 2 episodes |
| 2013       | Inside Amy Schumer                                   | Tig                          | 2 episodes; also writer                                                                                       |
| 2013       | Why We Laugh: Funny Women                            | Herself                      | TV documentary                                                                                                |
| 2013–2014  | Comedy Bang! Bang!                                   | Police Officer               | 2 episodes |
| 2014       | 56th Grammy Awards Pre-Telecast Ceremony             | Herself (host)               | TV special |
| 2014       | Suburgatory                                          | Rebecca Dunn                 | Episode: «Dalia Nicole Smith»                                                                                 |
| 2014       | Maron                                                | Sydney                       | Episode: «Mouth Cancer Gig»                                                                                   |
| 2014       | Garfunkel and Oates                                  | Pumpernickel Place Producer  | Episode: «Rule 34»                                                                                            |
| 2014–2019  | Transparent                                          | Barb                         | 6 episodes |
| 2014–2017  | Clarence                                             | Sue / Annie                  | Voice, 5 episodes                                                                                             |
| 2015       | Sundance Film Festival Closing Night Awards Ceremony | Herself (host)               | TV special |
| 2015       | Tig Notaro: Boyish Girl Interrupted                  | Herself                      | Stand-up special; also director, writer, executive producer                                                   |
| 2015       | No, You Shut Up!                                     | Herself                      | Episode: «Jiggle the Handle»                                                                                  |
| 2015       | Adventure Time                                       | Purple Comet                 | Voice, episode: «The Comet»                                                                                   |
| 2015–2017  | One Mississippi                                      | Tig Bavaro                   | 12 episodes; also creator, writer, director, and executive producer                                           |
| 2016       | Lady Dynamite                                        | Herself                      | Episode: «Loaf Coach»                                                                                         |
| 2016       | The Jim Gaffigan Show                                | Gomez                        | Episode: «Ugly»                                                                                               |
| 2017       | Hollywood Horror Stories                             | Herself                      | Episode: «Tig Notaro»                                                                                         |
| 2017       | The Gorburger Show                                   | Herself                      | Episode: «Gorbabies»                                                                                          |
| 2018       | Tig Notaro: Happy to Be Here                         | Herself                      | Stand-up special; also director, writer, executive producer                                                   |
| 2018       | 2 Dope Queens                                        |                              | Series director                                                                                               |
| 2018       | Fresh Off the Boat                                   | Ms. Doris                    | 2 episodes |
| 2018       | New Girl                                             | Bar Lady                     | Episode: «Where the Road Goes»                                                                                |
| 2019–2024  | Star Trek: Discovery                                 | Denise «Jett» Reno           | 14 episodes                                                                                                   |
| 2019       | Tuca &amp; Bertie                                    | Yeast Week MC & Dr. Sherman  | Voice, episode: «Yeast Week»                                                                                  |
| 2020–2021  | The Fungies!                                         | Commander Lazer              | Voice, 2 episodes                                                                                             |
| 2021       | Tig Notaro: Drawn                                    | Herself                      | Animated stand-up special; also writer, executive producer                                                    |
| 2023       | Star Wars: Young Jedi Adventures                     | Ace Kallisto                 | Voice, 2 episodes                                                                                             |
| 2023       | The Morning Show                                     | Amanda Robinson              | 7 episodes Nominated — Screen Actors Guild Award for Outstanding Performance by an Ensemble in a Drama Series |
| 2024       | After Midnight                                       | Herself                      | Contestant; Episode 22                                                                                        |
| 2024       | Tig Notaro: Hello Again                              | Herself                      | Stand-up special; also writer, executive producer                                                             |
| TBA        | Army of the Dead: Lost Vegas                         | Marianne Peters              | Voice |
| TBA        | Starfleet Academy                                    | Denise «Jett» Reno           | |

## Аудіотрансляції

### Радіо
- 2012—2016: This American Life, епізоди 464, 476, 518, 558 і 577[59]
- June 15, 2016: NPR All Things Considered[60]
- July 18, 2015: NPR All Things Considered[61]
- July 19, 2013: NPR Wait Wait... Don't Tell Me! «Not My Job»[62][63]
- April 17, 2013: The Moth — «R2 Where Are You»[64], записано 5 грудня 2012
- December 7, 2012: PRI Science Friday[65]
- October 8, 2012: NPR Fresh Air[66]

### Подкасти

#### Ведуча
- 2023–present: Handsome[67] — спільно з Fortune Feimster і Mae Martin
- 2020—2024: Don't Ask Tig[68]
- 2020—2023: Tig and Cheryl: True Story[69] — спільно з Cheryl Hines
- 2011—2015: Professor Blastoff w/ Kyle Dunnigan and David Huntsberger (217 епізодів)[70]

#### Гостя
- 2019: Conan O'Brien Needs a Friend, епізод 23[71]
- 2017: 2 Dope Queens, епізоди 26[72] & 45[73]
- 2017: The Ezra Klein Show[74]
- 2017: Movie Crush, епізод 2[75]
- 2017: Good One: A Podcast About Jokes[76]
- 2017: Out Here In America, епізод 2[77] і бонусний епізод[78]
- 2014, 2017: Bullseye with Jesse Thorn 2017,[79] 2014[80]
- 2011, 2017: Jordan, Jesse, Go!, епізоди 175[81] і 501[82]
- 2009—2017: Comedy Bang! Bang! (12 епізодів)
- 2013: Making It, епізод 67[83]
- 2013: You Made It Weird with Pete Holmes, епізод 177[84]
- 2013: The Nerdist Podcast, епізод 381[85]
- 2012—2013: The JV Club, епізоди 32[86] і 49[87]
- 2011: The Long Shot, сезон 1, епізод 14[88]
- 2010—2011: WTF with Marc Maron, епізоди 81[89] і105[90]
- 2008—2011: The Sound of Young America 2011 Interview with Dave Holmes,[91] Best Comedy of 2009,[92] 2008 Stand-up at Bumbershoot[93]

## Книжки
- I'm Just a Person. Ecco Press. 2016. ISBN 978-0062266637. (гумор / мемуари)